# Few Against Many (альбом)
Few Against Many - це сьомий студійний альбом грецької хеві-метал групи Firewind. Це перший альбом в якому з'явився колишній учасник гуртів Nightrage та Meridian Dawn ударник Johan Nunez. Альбом випущений 21 травня 2012 у Європі та 22 травня в Північній Америці. Це також останній альбом Firewind з Apollo Papathanasio у ролі вокаліста, перед тим як він вирішив залишити групу 15 січня 2013.

## Список композицій
| #     | Назва                                                     | Тривалість |
| ----- | --------------------------------------------------------- | ---------- |
| 1.    | «Wall of Sound»                                           | 3:58       |
| 2.    | «Losing My Mind»                                          | 6:28       |
| 3.    | «Few Against Many»                                        | 4:44       |
| 4.    | «The Undying Fire»                                        | 5:20       |
| 5.    | «Another Dimension»                                       | 3:59       |
| 6.    | «Glorious»                                                | 3:37       |
| 7.    | «Edge of a Dream» (feat Apocalyptica)                     | 4:09       |
| 8.    | «Destiny»                                                 | 4:08       |
| 9.    | «Long Gone Tomorrow»                                      | 4:44       |
| 10.   | «No Heroes, No Sinners»                                   | 3:59       |
| 11.   | «Battleborn» (Digipack bonus track)                       | 5:10       |
| 12.   | «No Heroes, No Sinners (acoustic)» (Digipack bonus track) | 2:59       |
| 53:15 |                                                           |            |

## Позиції в чартах
| Чарт (2012)           | Найвища сходинка |
| --------------------- | ---------------- |
| German Albums Chart   | 90               |
| Swedish Albums Chart  | 12               |
| Japanese Albums Chart | 98               |
| UK Rock Chart         | 11               |
| US Top Heatseekers    | 28               |
| Greek Album Chart     | 1                |

## Персони

### Учасники гурту
- Apollo Papathanasio – головний вокал
- Gus G. – соло-гітара, бек-вокал у "Wall of Sound"
- Petros Christodoulidis – бас
- Bob Katsionis –  клавішні, ритм-гітара
- Johan Nunez - ударні

### Запрошені артисти
- Apocalyptica - віолончель у "Edge of a Dream"
- Staffan Karlsson - бек-вокал
- Johan Edlund - бек-вокал
- Dean Mess - бек-вокал